# Cicutoxine
Cicutoxine is een neurotoxine, die geïsoleerd is uit planten van het geslacht Cicuta, onder meer uit waterscheerling (Cicuta virosa) en Cicuta maculata, die tot de meest giftige planten behoort. Het is een polyyn en een meervoudig onverzadigd alcohol.
Cicutoxine en de verwante giftige stof oenanthotoxine zijn GABA-antagonisten in het centrale zenuwstelsel. Ze verminderen de activiteit van de neurotransmitter GABA, en dat kan aanleiding geven tot hevige epileptische aanvallen. Cicutoxine is aanwezig in alle delen van de plant. De opname van een kleine hoeveelheid plantenmateriaal kan reeds aanleiding geven tot ernstige of fatale vergiftiging. Vooral de zoetsmakende wortel van Cicuta maculata is giftig; een stukje van een paar centimeter opeten kan al dodelijk zijn.